# George Gabriel Stokes
Sir George Gabriel Stokes (n. 13 august 1819, Skreen⁠(d), Connacht⁠(d), Irlanda – d. 1 februarie 1903, Cambridge, Regatul Unit al Marii Britanii și Irlandei) a fost un matematician și fizician irlandez, care, lucrând la Cambridge, a adus importante contribuții în domeniile dinamicii fluidelor (îndeosebi prin formularea ecuațiilor Navier–Stokes), opticii, și fizicii matematice (inclusiv Teorema lui Stokes). A fost secretar și ulterior președinte al Royal Society.